# Мёрфи, Фрэнк (ирландский легкоатлет)
Фрэнсис «Фрэнк» Мерфи (ирл. Francis Frank Murphy, 21 мая 1947, Дублин, Ирландия — 5 января 2017, там же) — ирландский легкоатлет, серебряный призёр чемпионата Европы по лёгкой атлетике в Афинах (1969).

## Спортивная карьера
В школьные годы становился чемпионом Ирландии по кроссу среди юниоров; также увлекался гэльским футболом. Выступал за спортивный клуб Clonliffe Harriers. Получил стипендию Джамбо Эллиотта Университета Вилланова в Филадельфии, штат Пенсильвания. В составе университетской команды дважды выигрывал эстафету в помещении и трижды — титул командные соревнования по кроссу
в первенстве Национальной ассоциации студенческого спорта (NCAA). 
Являлся 13-кратным чемпионом Ирландии; трижды — на 800 м (1970, 1972, 1976), пятикратным — на 1500 м (1967—1971) и пятикратным — в беге на милю (1966—1967, 1969, 1971 и 1972). Был первым ирландцем, пробежавшим 800 м за 1:48 мин., 1500 м за 3:40 мин. и 5000 м за 14:00 мин.
На чемпионате Европы по легкой атлетике в Афинах (1969) завоевал серебряную медаль на дистанции 1500 м.  На континентальном первенстве по легкой атлетике в помещении в Вене (1970) также был вторым, установив национальный рекорд. Выступал на летних Олимпийских играх в Мехико (1968) и в Мюнхене (1972) в той же дисциплине. 

## Дальнейшая карьера
После завершения обучения в области делового администрирования в США он вернулся в Ирландию и работал в различных коммерческих компаниях. За заслуги в спорте в 2014 г. он был введен в Ирландский зал легкоатлетической славы.